# Johann Gottlieb Goldberg
Johann Gottlieb Goldberg, auch Johann Theophilus Goldberg (getauft 14. März 1727 in Danzig; begraben 15. April 1756 in Dresden), war ein deutscher Cembalist, Organist und Komponist des Barock. Nach ihm sind die Goldberg-Variationen von Johann Sebastian Bach benannt.

## Leben
Über Johann Gottlieb Goldbergs frühe Lebensjahre ist wenig bekannt. Sein Vater war der Lauten- und Streichinstrumentenbauer Johann Goldberg aus Ohra, das seit 1933 zu Danzig gehört. In der Kindheit erhielt er Musikunterricht vom Kapellmeister der Marienkirche, Johann Balthasar Christian Freislich, und bei dem Organisten Johann Jeremias du Grain (um 1700–1759). Er war Schüler an der Schule der Marienkirche und spielte auch in der dortigen Kirchenmusik mit, wie eine Partiturnotiz bei einer Arie aus der weltlichen Kantate Freue dich Danzig (1737) des Komponisten Johann Daniel Pucklitz belegt (ob sich die Notiz auf die Cembalo- oder die Gesangsstimme bezieht, ist nicht ganz klar):

„Vor den jungen Golberg [sic!] gesetzt, Er spielte sie, da Er hier in die Schule ging“

Als etwa 10-Jähriger wurde er von Reichsgraf Hermann Carl von Keyserlingk, dem russischen Botschafter in Sachsen, entdeckt und zu Johann Sebastian Bach gebracht, der ihn als Schüler annahm und bis 1746 unterrichtete. Bach bildete ihn zusammen mit seinem Sohn Wilhelm Friedemann Bach aus und erachtete ihn als seinen fähigsten Schüler. Zu seiner spielerischen Präzision und Ausdruckskraft kamen ein hohes improvisatorisches Vermögen sowie die Fähigkeit, schwierigste Partituren vom Blatt zu spielen.
Nach Angaben von Johann Nikolaus Forkel wurden Bachs berühmte dreißig Goldberg-Variationen 1741 für Goldberg auf Bitte von Keyserlingk geschrieben, damit er „dadurch in seinen schlaflosen Nächten ein wenig aufgeheitert werden könnte“: Goldberg musste sie gewöhnlich nachts in einem Vorzimmer spielen. Von „Einschlafen“, wie vielfach kolportiert und angezweifelt, ist dabei nicht die Rede.
1751 wurde Goldberg in der aus 15 Musikern bestehenden Privatkapelle des Grafen Brühl „Hochgräflicher Kammermusikus“. Er starb 1756 im Alter von 29 Jahren in Dresden an Tuberkulose.

## Werke
Goldbergs Kompositionen zeichnen sich durch eine gewisse Melancholie und stark individuelle Züge aus.  Alfred Dürr gliedert das kompositorische Schaffen Goldbergs in zwei deutlich unterschiedene Phasen, die Ausbildungszeit (Kantaten, Triosonaten) bei Bach mit ausgeprägter Polyphonie und mit archaischen Zügen einerseits und die Dresdener Zeit (Polonaisen, Klavierkonzerte) andererseits mit Anklängen an die Bach-Söhne und den Modegeschmack der Zeit. „Es scheint, als sei Goldberg eine stark rezeptive Begabung gewesen.“
Überliefert sind:
- 24 Polonaisen (je eine in jeder Dur- und Molltonart) mit Variationen
- Konzerte für Cembalo und Streichorchester
- fünf Triosonaten und eine Quartettsonate
  - zugeschrieben:  Triosonate C-Dur BWV 1037, in den überlieferten Handschriften teils mit dem Namen Goldberg, teils mit Johann Sebastian Bach bezeichnet[5]
- Kantaten

Verloren gegangen sind:
- einige Choralvorspiele